# Lennie Briscoe
Lennie Briscoe è un personaggio della serie televisiva statunitense Law & Order - I due volti della giustizia (1990-2010). È interpretato da Jerry Orbach e doppiato in italiano da Franco Zucca (serie madre), da Diego Reggente (in Unità vittime speciali e Il verdetto) e da Enrico Bertorelli (in Criminal Intent). È apparso per la prima volta nel nono episodio della terza stagione Punto di vista.
È apparso nello show per dodici stagioni, dal 1992 al 2004, rendendolo uno dei personaggi principali più longevi nella storia della serie durata 20 stagioni, ed è il detective della polizia con il più lungo stato di servizio nello show. È anche apparso in tre spin-off di Law & Order e faceva parte del cast principale di Law & Order - Il verdetto, anche se il personaggio è stato eliminato dalla serie dopo due episodi a causa dell'aggravarsi della malattia dell'attore.
Il personaggio appare in 282 episodi di cui 273 di I due volti della giustizia, due di Il verdetto, uno di Criminal Intent, tre di Unità vittime speciali, il film televisivo Omicidio a Manhattan e nei videogiochi Omicidio a Central Park (2002), Episodio 2 - Omicidio a Manhattan (2002), Giustizia è fatta (2004) e Legacy (2011; in quest'ultimo, il personaggio è doppiato da Michael Bennett). Inoltre è apparso in tre episodi di Homicide, che fungevano da cross-over con L&O.

## InLaw & Order
Lennie Briscoe è stato introdotto nell'episodio Punto di vista come nuovo detective anziano del ventisettesimo distretto del Dipartimento di Polizia di New York. Nell'episodio Virus, viene rivelata la sua data di nascita: il 2 gennaio 1940. Il suo ufficiale superiore durante la sua prima stagione in cui appare è il capitano Donald Cragen; un anno dopo, il tenente Anita Van Buren sostituisce Cragen. In precedenza era assegnato nel Queens.
Briscoe si unisce alla squadra come partner del detective Mike Logan, dopo che il precedente compagno Phil Cerreta, viene ferito da un trafficante d'armi e trasferito a un lavoro di ufficio in un altro distretto.
Dopo che Logan viene trasferito a Staten Island nel 1995, il detective Rey Curtis diventa il suo partner per i successivi quattro anni. Dopodiché va in pensione anticipata per prendersi cura della moglie malata di sclerosi multipla, e viene sostituito dal detective Ed Green.
In un episodio di Criminal Intent e negli episodi n. 14 della diciottesima stagione e n. 11 della ventesima stagione di I due volti della giustizia viene detto che Briscoe è morto, ma non viene mai specificato come e quando.